# Chiesa di San Filippo Neri alla Pineta Sacchetti
La chiesa di San Filippo Neri alla Pineta Sacchetti è un luogo di culto cattolico di Roma situato nella zona urbanistica Val Cannuta (Municipio XIII).

## Storia
Fu costruita tra il 1934 ed il 1937 su progetto dell'architetto Tullio Rossi ed inaugurata da monsignor Luigi Traglia il 29 maggio 1937.
La chiesa è sede parrocchiale, eretta il 10 maggio 1934 con il decreto del cardinale vicario Francesco Marchetti Selvaggiani Quo melius ed affidata, dapprima ai preti della congregazione dei Poveri Servi della Divina Provvidenza, poi ai Religiosi di San Vincenzo de' Paoli e, infine, dal 1977, al clero della diocesi di Roma.
La chiesa ha ricevuto la visita di papa Giovanni Paolo II il 27 novembre 1983.

## Descrizione

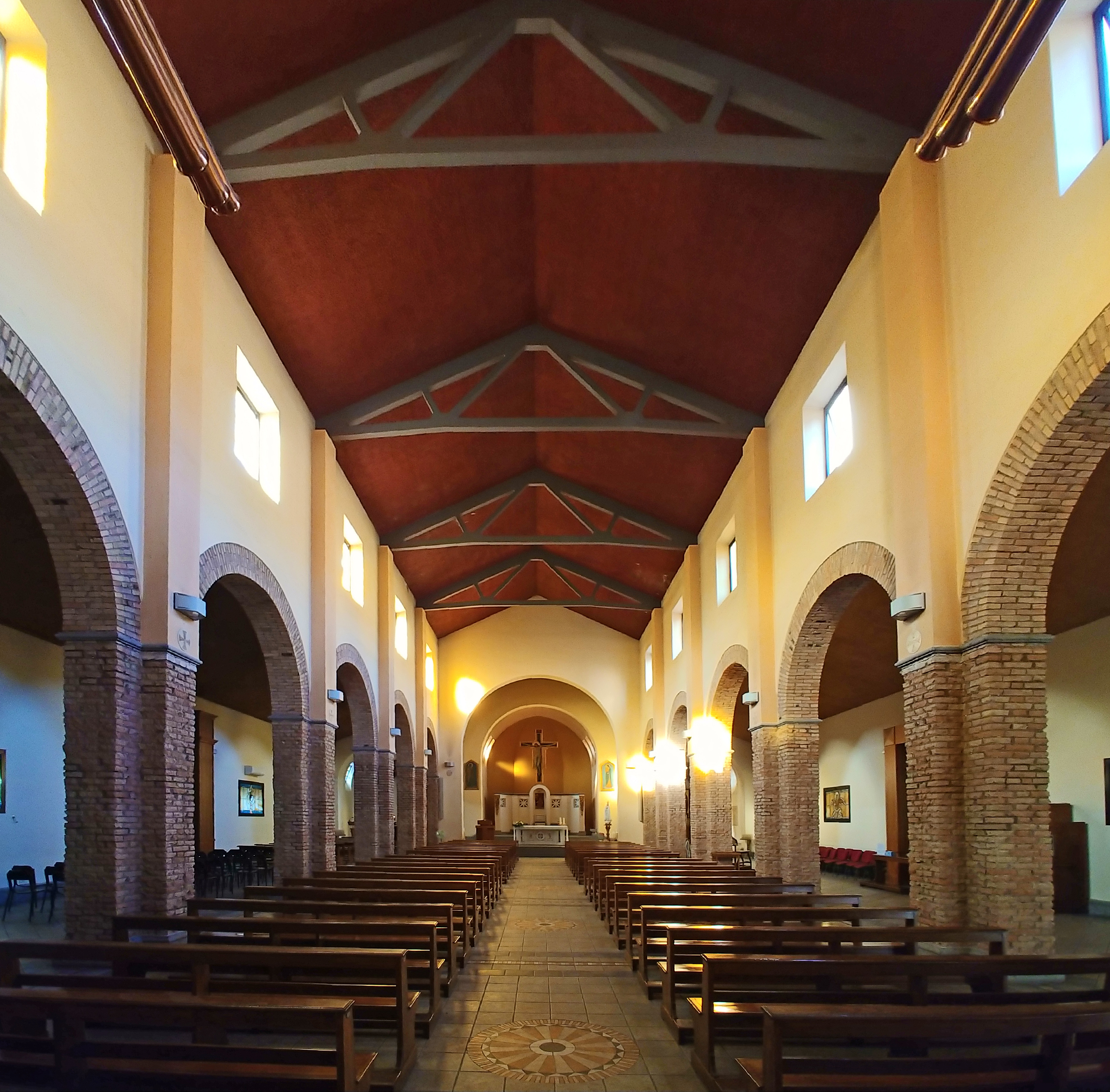
Interno

### Architettura
Il perimetro della chiesa è delimitato da una cancellata su cui vi è riportata la seguente scritta tratta dal Nuovo Testamento: "Non pensate troppo al necessario per vivere. Il Padre vostro celeste che nutre gli uccelli dell'aria e riveste i gigli del campo sa che avete bisogno di cibo e di vestito. Cercate prima di tutto il regno di Dio e la sua giustizia. Il necessario per vivere non vi mancherà".
L'edificio, che ricalca forme romaniche, ha una facciata preceduta da un ampio portico in laterizio; nella parte superiore della facciata è una grande finestra circolare con vetrata policroma. La chiesa è affiancata da un campanile e da piccolo chiostro. Il portale d'ingresso, del 1989, è in bronzo: sotto la scritta Iesus Christus heri et hodie idem in saecula sono riprodotte dieci scene tratte dal Nuovo testamento.
L'interno è a tre navate, suddivise da pilastri in laterizio, con soffitto a capriate in cemento armato. L'abside, profonda, ospita l'altar maggiore in marmi policromi, la sede ed un grande crocifisso ligneo dipinto in stile gotico. Alla sinistra vi è la cappella del Santissimo Sacramento.

### Organo a canne
Sopra il portale si trova l'organo a canne Mascioni opus 478, costruito nel 1935 e restaurato ed ampliato da Alessandro Giacobazzi nel 2001.
Lo strumento è a trasmissione elettrica ed ha la consolle mobile indipendente situata a pavimento nella navata ed avente due tastiere e pedaliera concavo-radiale. L'organo dispone di 23 registri, dei quali 19 reali.